# Douradoquara
Douradoquara är en kommun i Brasilien.   Den ligger i delstaten Minas Gerais, i den sydöstra delen av landet, 300 km söder om huvudstaden Brasília. Antalet invånare är 1 841.
Omgivningarna runt Douradoquara är huvudsakligen savann. Runt Douradoquara är det mycket glesbefolkat, med 7 invånare per kvadratkilometer.